# Ranieri di Campello
Il
Conte Ranieri di Campello della Spina (Spoleto, 21 settembre 1908 – Campello sul Clitunno, 29 maggio 1959) è stato un militare e dirigente sportivo italiano.

## Biografia
Nato dal conte Pompeo di Campello, senatore del Regno d'Italia, e dalla principessa Guglielmina Boncompagni Ludovisi, dama di corte della regina Elena di Savoia, iniziò una promettente carriera nell'equitazione, gareggiando anche alle Olimpiadi di Berlino del 1936, dove una caduta lo escluse dalla competizione. Ha sposato in prime nozze Margherita Varè, figlia di Daniele Varè, diplomatico (1880~1956): dal matrimonio con Margherita sono nati Rovero (1932) e Nicoletta (1933). In seconde nozze ha sposato Maria Sole Agnelli, da cui avrà i figli Virginia (1954), Argenta (1955), Cintia (1956), Bernardino (1958).

### Attività militare
Assegnato per il Servizio Informazioni Militari all'ambasciata di Bucarest come addetto militare nel 1940, venne richiamato ad ottobre dello stesso anno ed inviato in Spagna ad Algeciras dove, 
iniziando dal luglio 1942 le operazioni contro Gibilterra in partenza dal piroscafo Olterra  e come osservatorio, da Villa Carmela, basi segrete della Xª Flottiglia MAS in territorio spagnolo, neutrale. All'organizzazione delle due basi partecipava anche il SIM, con personale delle tre forze armate; tra questi l'allora maggiore Ranieri di Campello. Queste basi, dalle quali nuotatori e subacquei della Xª Flottiglia MAS uscivano per attaccare le navi in rada, permisero al gruppo denominato Squadriglia dell'Orsa Maggiore e successivamente ad altri gruppi una serie di operazioni coronate da successo.

Ranieri di Campello alla testa del Gruppo squadroni cosacchi "Campello"

Successivamente venne impiegato sul fronte russo con l'ARMIR (poi 8a Armata) dove come ufficiale del Savoia Cavalleria organizzò una unità di cavalieri cosacchi, il Gruppo squadroni cosacchi "Campello", che combatté contro i sovietici. Alla testa di questa unità straniera venne ferito il 19 gennaio 1943 in azione a Nikitovka, venendo insignito della Medaglia d'argento al valor militare.
Dopo l'8 settembre 1943 partecipò alla campagna d'Italia nel Primo Raggruppamento Motorizzato dell'esercito cobelligerante italiano, come interprete del generale Dapino, partecipando anche alla battaglia di Montelungo e in questo ruolo venne ferito insieme ad altri militari italiani il 14 dicembre 1943.

### Dirigente sportivo
Dopo il referendum istituzionale del 1946 per la scelta tra monarchia e repubblica lasciò l'esercito. Andò a ricoprire nel 1944 l'incarico di commissario della Federazione Italiana Sport Equestri, della quale fu poi dal 1946 presidente fino al 1959. Dal 1952 rivestì la carica di vice presidente della Federazione Equestre Internazionale e divenne membro della giunta esecutiva del CONI.
Fu eletto sindaco di Campello sul Clitunno, mantenendone la carica dal 1952 fino alla sua morte nel 1959. Nel settembre 1953 sposò in seconde nozze Maria Sole Agnelli.
Gli è stato intitolato il "Centro Equestre Ranieri di Campello" della FISE a Rocca di Papa.